# 山田純夫
山田 純夫（やまだ すみお、1937年 - ）は、シテ方金剛流能楽師。鹿児島県出身。1960年奥野達也に入門し、「石橋」「道成寺」「安宅」「望月」等、開曲。1985年に純星会（アマチュアの会）設立、1992年に潤星会（プロの会）設立 。東京在住。孫は金剛流能楽師の山田伊純。